# ツール・ド・フランス1932
ツール・ド・フランス1932は、ツール・ド・フランスとしては26回目の大会。1932年7月6日から7月31日まで、全21ステージ、全行程4520kmで行われた。

## 総合成績
| 順位 | 選手名                   | 国籍     | 時間            |
| ---- | ------------------------ | -------- | --------------- |
| 1    | アンドレ・ルデュック     | フランス | 154時間11分49秒 |
| 2    | クルト・シュテーペル     | ドイツ国 | +24分03秒       |
| 3    | フランチェスコ・カムッソ | イタリア | +26分21秒       |
| 4    | アントニオ・ペゼンティ   | イタリア | +37分08秒       |
| 5    | ジョルジュ・ロンセ       | ベルギー | +41分04秒       |
| 6    | フラン・ボンデュエル     | ベルギー | +45分13秒       |
| 7    | オスカル・ティエルバッハ | ドイツ国 | +58分44秒       |
| 8    | ジェフ・ドミュイセール   | ベルギー | +1時間03分24秒  |
| 9    | ルイジ・バッラル         | イタリア | +1時間06分57秒  |
| 10   | ジョルジュ・スペシェ     | フランス | +1時間08分37秒  |

### マイヨ・ジョーヌ保持者
| 選手名               | 国籍     | 首位区間 |
| -------------------- | -------- | -------- |
| ジャン・アールツ     | ベルギー | 第1      |
| クルト・シュテーペル | ドイツ国 | 第2      |
| アンドレ・ルデュック | フランス | 第3-最終 |